# Gasita
Gasita est une ville du Botswana.